# 関東自動車東京営業所
関東自動車東京営業所（かんとうじどうしゃ とうきょうえいぎょうしょ）は、東京都港区港南5丁目にある関東自動車のバス営業所である。
貸切バス専門の営業所として、2016年12月17日に開設された。
所属車輌のナンバープレートは、品川に統一されている。

## 概要
2020年東京オリンピックを見据えて貸切バス需要増加やオフシーズンのバス需要開拓を兼ねて東京に進出した。また、高速バスの発着地である東京駅や新宿駅、羽田空港から10km圏内に位置しているため、会津乗合自動車などのみちのりホールディングスグループの高速バス車両の停め置き場としての一翼も担っている。

## 車両
開設時は、2016年に導入された貸切車6台（日野・セレガ、いすゞ・ガーラ）が佐野営業所と宇都宮営業所より移転配置された。その後3台（大型2台、中型1台）増車し合計9台配置に、2019年には、貸切新デザインの新車（三菱ふそう・エアロエース）が新製配置された。